# チャイナ・ブルー

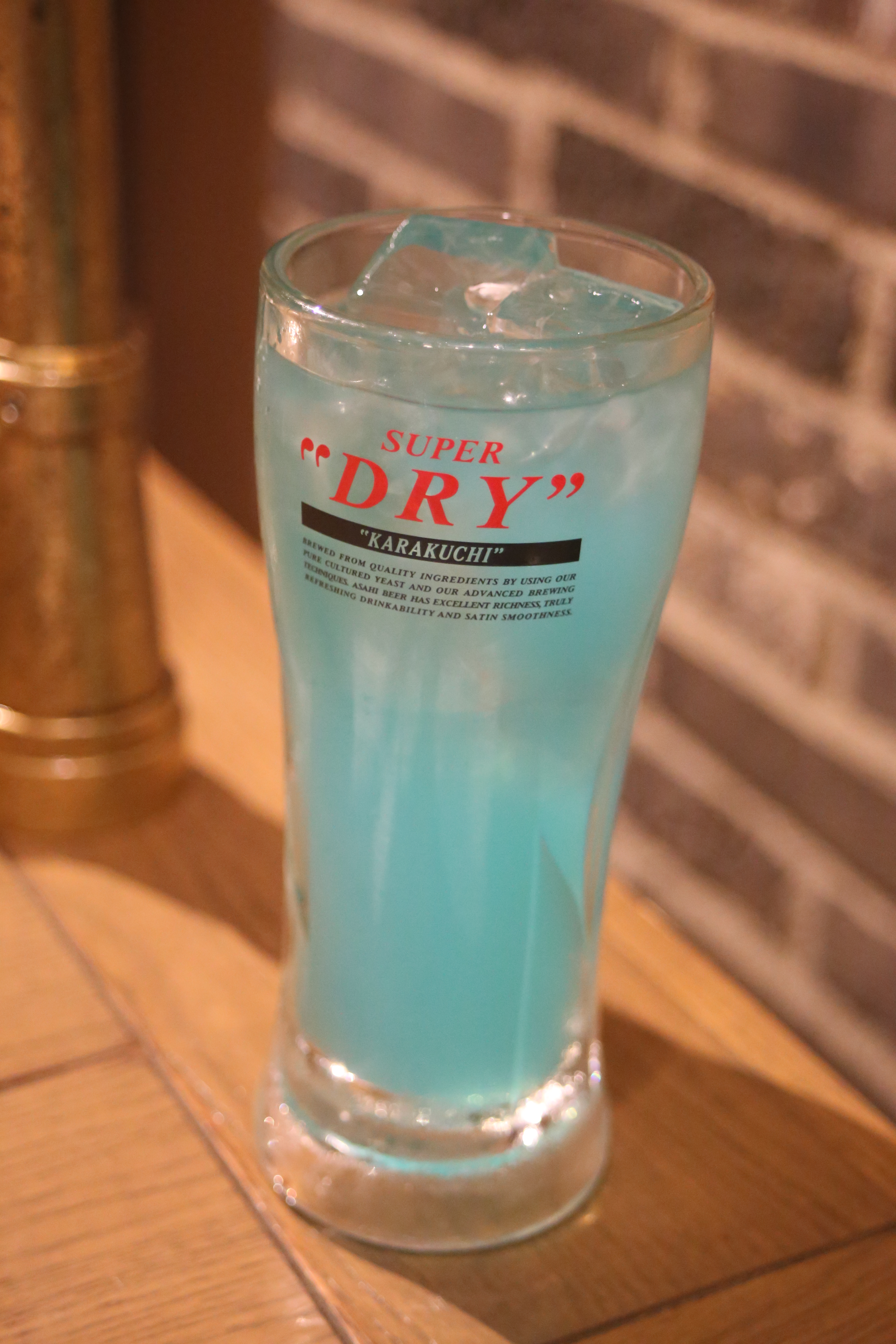
チャイナ・ブルーの例

チャイナ・ブルー（China Blue）は、ライチリキュール、ブルー・キュラソー、グレープフルーツジュースを使用したカクテルである。

## 概要
中国の陶磁器である景徳鎮を思わせる鮮やかな青色のカクテルカラーであることから命名されたカクテルである。「チャイナ・ブルー」を直訳すると「中国の青」という意味合いになるが、「陶磁器のような青」という意味のカクテル名となる。
富山県の「BAR白馬館」のバーテンダーである内田輝廣が考案したとされる。
誕生した日本のみでなく、環太平洋地域でポピュラーなカクテルである。

## レシピの例
日本バーテンダー協会によるレシピの例を以下に挙げる。
材料
- ライチリキュール - 30ml
- ブルーキュラソー - 10ml
- グレープフルーツジュース - 45ml

作り方
1. 氷を入れたグラスに上記の材料を順に注ぎ入れ、軽くかき混ぜる。